# Crotalaria anisophylla
Crotalaria anisophylla är en ärtväxtart som först beskrevs av William Philip Hiern, och fick sitt nu gällande namn av John Gilbert Baker. Crotalaria anisophylla ingår i släktet sunnhampor, och familjen ärtväxter. Inga underarter finns listade i Catalogue of Life.